# Josep Maria Cogul i Monné
Josep Maria Cogul i Monné (La Selva del Camp, 8 de setembre de 1862 – La Selva del Camp, 31 de març de 1938) va ser un religiós, poeta i músic català.

## Biografia
Fill primogènit de Joan Cogul i Francesca Monné, inicià els seus estudis a Reus i més tard, el 1877 ingressà al Seminari de Tarragona. Músic de vocació, el seu pare havia estat deixeble de mossèn Generós Borràs, participà en unes oposicions a la catedral de Ciudad Real per tal de proveir un benefici eclesiàstic de tenor. Exercí el magisteri de l'orgue a la catedral de Solsona, on rebé l'ordenació sacerdotal el 1891. Cantà la seva primera missa al monestir de Montserrat. Durant uns anys, fou organista de Sant Feliu de Torelló, fins que fou destinat a la basílica de Santa Maria del Mar de Barcelona, ciutat on romangué la resta de la seva vida. En aquella època s'iniciava l'Orfeó Català i Josep Maria Cogul va fer amistat amb alguns dels principals impulsors de la institució, com Lluís Millet i Francesc Pujol. Així va participar i guanyar en dues edicions de la Festa de la Música Catalana, els anys 1904 i 1905. L'any 1938 emmalaltí i va ser traslladat a la seva vila nadiua on traspassà el 31 de març d'aquell mateix any.

## Obra
Començà a escriure música des de ben jove. El seu repertori compositiu conservat comprèn una quarantena de peces. Va escriure un gran nombre d'obres instrumentals: melodies per a orgue, minuets per a piano, concerts per a trompeta i orquestra, per a arpa i piano i una sardana per a cobla (Nai, que va ésser premiada a les festes de la Pàtria a Montserrat), així com música eclesiàstica (trisagis, avemaries, misses, goigs) i profana. Cal destacar una de les seves composicions més cèlebres, que va arreglar per a la Capella Selvatana que regentava el seu germà Felicià Cogul, Prec de la mainada per a sis veus mixtes. A més de músic, també fou poeta i contribuí a la recerca folklòrica, sobretot de les cançons de pandero, i es relacionà amb l'eminent Valeri Serra i Boldú. Alhora va estimular el treball de dos joves estudiants, Ventura Gassol i Higini Anglès, que van ser deixebles seus. Al llarg de la seva vida tingué l'oportunitat de conèixer molts personatges literaris i artístics del corrent modernista.